# Strophius (geslacht)
Strophius is een geslacht van spinnen uit de  familie van de Thomisidae (krabspinnen).

## Soorten
- Strophius albofasciatus Mello-Leitão, 1929
- Strophius bifasciatus Mello-Leitão, 1940
- Strophius didacticus Mello-Leitão, 1917
- Strophius fidelis Mello-Leitão, 1929
- Strophius hirsutus O. P.-Cambridge, 1891
- Strophius levyi Soares, 1943
- Strophius melloleitaoi Soares, 1943
- Strophius mendax Mello-Leitão, 1929
- Strophius nigricans Keyserling, 1880
- Strophius sigillatus Mello-Leitão, 1940
- Strophius signatus O. P.-Cambridge, 1892